# 帰属
心理学における帰属（きぞく）とは、出来事や他人の行動や自分の行動の原因を説明する心的過程のこと、すなわち誰かもしくは何かのせいにすることである。社会心理学における構成概念の一つである。このプロセスを説明するモデルを帰属理論（attribution theory）といい 、ある事象の原因を何に求めるのかという帰属過程がどのように行われるのかを理論化したものである。
人間はある出来事を認知する際に原因の帰属を試みる。 さらに因果関係にとどまらず、人や事物の特性に対しても推論を試みる。これを傾性の帰属、または特性推論という。

## 歴史
素朴心理学の提唱者であるフリッツ・ハイダーは、人間の行動は基本的に能力や意思などの内的な要素と状況や偶発性などの外的な要素の二つに帰属することが可能であり、行動はこれら内的要因と外的要因が相互に関係していると論じた。
ハイダーの発想をもとに、ハロルド・ケリーは人間が普段から無意識に行っている原因分析や、責任の所在など、因果関係の推論の経過を明らかにしたり、理論によって導き出した因果関係と現実に生じている因果の関係を明らかにする立場を帰属理論と名付けた。
ケリーは生起した事象の原因を推論する場合に考えられるいくつかの要因と、結果として生じている事象の共変関係の存否をもとに、特定の要因を原因とみなすであろうとし、
行為の対象、行為の主体、状況の三つを原因帰属の対象とした上で行動の原因帰属は結果が発生したときのみ発生し、結果がなければ原因帰属される要因は存在しないとする仮定を立てた。この理論は、共変モデル(covariation model)と呼ばれたり、統計手法である分散分析になぞらえることができるためANOVAモデルとも呼ばれる。
エドワード・ジョーンズとキース・デーヴィスは行動の原因が内的帰属されるのかを検討した対応推測理論(correspondent inference theory)を論じた。対応推測理論は、ある人の行為の原因を推測するとき、行為者の持つ諸条件（身体的・能力的特性）と行為の結果を勘案すると、その行為が意図的なものが偶発的なものか判別でき、行為者の性格や特徴を推論できるという理論である。この理論はその後多くの研究を生んだ。
ベルナルド・ワイナーはハイダーによる原因帰属を展開し、達成関連場面での成功・失敗の原因帰属理論を考察した。ワイナーは能力・努力・課題の難しさなどの成功・失敗の要因を内的-外的、安定-不安定、統制可能-不可能という3次元に整理し、原因帰属によって感情や将来の成功期待などの認知的側面や、課題に対する取り組む姿勢などの行動的特徴が影響を受けることを明らかにした。
帰属理論については社会心理学における認知研究で盛んに行われており、近年では認知心理学の方法論や理論を受けた研究が進められている。

## 帰属の種類
帰属の二つの主要なタイプは、内的帰属と外的帰属である。簡単にいえば、人柄のせいにするのが内的帰属であり、事情のせいにするのが外的帰属である。内的帰属では、行動の原因は、個人の性格や態度や特質や気質のせいであるとされる。外的帰属では、行動の原因は、行動が行われた周囲の状況であるとされる。この二つのタイプのいずれを選択するかにより、行動を行った個人に対して、全く異なった見方が導かれる。

## 帰属理論

### 直感的な心理学者としての人間
初期の帰属理論の提唱者であるハイダーは、「人は、常識を持ち世界と人々について素朴な意見を持つ直感的な心理学者として行動している」と論じている。全ての行動が、内的または外的な力や過程によって起きるというわけではないが、我々はいかなる行動をも、内的または外的な要因で起きたと説明する傾向がある。

### 性格推測理論
この理論は、人々は他人に対して、性格の推測を試みていると述べている。

### 共変理論
ハロルド・ケリーの共変理論によれば、人は科学者のように合理的で論理的な仕方で原因帰属を行う。行動の原因は、その行動と最も密接に連動して変動する要因であると考える。
ANOVAモデル、分散分析モデルともいう。共変モデルでは、人は3種類の情報をもとに妥当な原因帰属を行おうとする。第一は、合意性情報（コンセンサス情報）である。これは、ある人の行動が、同じ状況で同じ刺激を与えられた場合の他の人々の行動とどのくらい一致しているかに関する情報である。例えば、ある人が毎日花壇に水をやったとする。他の誰もが同じようにその花壇に水をやるとすれば、この行動はその人自身から出たもの（内的原因によるもの）ではなさそうである。反対に、他の誰も水をやらないのにその人だけが水をやっているのだとすれば、この水やり行動の原因はその人自身の中にありそう（内的原因でありそうである）。原因帰属の手がかりとなる第二の情報は、弁別性情報である。これは，問題となっている行動が特定の刺激と弁別的に結びついているかに関する情報である。例えば，先ほどの例で挙げた人がどの花壇にも同じように水をやるのだとすれば、花壇はこの行動の原因ではなさそうである。逆に，この人がある特定の花壇だけに水をやって、他の花壇にはいっさい水をやらないのだとすれば、この行動の原因は人ではなく（内的原因ではなく）花壇の方にありそうである（外的原因）。第三の情報は、一貫性情報である。これは、その行動が特定の時間や状態にかかわらず一貫している程度に関する情報である。例えば，水やりが他の人が見ているときにだけ行われるのであれば、この行動の原因はその人の水をやりたいという気持ちなどの内的原因にはなさそうである。そうではなく、誰も見ていなくてもいつもやるのだとすれば、この行動の原因は水をやることそのものを求める、内的原因によっていそうである。このようにして、3種類の情報のそれぞれから、ある個人の特定の行動が内的なものであるか、外的なものであるかを判断する手がかりが得られる。それぞれの情報は帰属の方向性に関して互いに矛盾することもあるが、これらを組み合わせることで、行動の原因が外的なものであるか内的なものであるかについて総合的に判断がなされる。

### 異常状況モデル
この考え方によれば、行動の原因とされることは、何か異常と判断されることか、まれに起きると判断されることである。

## 認知の特質と帰属
人が、他者の行動の原因を判断しようとする（帰属しようとする）とき、判断の元になる情報は、判断する人自身が知ることのできる情報に偏りがちである。他者の行動の原因を判断する際には、その人の行動に影響を与えたはずの外的な要因についての情報は、自身の行動の原因を判断する場合に比べて、圧倒的に少なくなってしまう。例えば、行動に影響を与えた個人的な背景や特殊な事情などは、その行動を観察する側の人間からはわからないことも多い。このギャップは持ち越されて、他者の行動に対する原因帰属は、片寄った情報を元に行われることが多くなる。情報の偏りは、他者の状態を認知する際に大きな影響を与える。
逆に、自分自身の行動の原因を判断（帰属）する場合には、その行動を起こすことになった状況や環境などの外的事情は、自分には良く分かっている一方で、自身の体の状態や行動する様子などの内的事情は、それほど目立たない。これにより、自分自身の行動を判断するに際しては、外的帰属が行われることが多くなる。

## 帰属におけるバイアスと誤り
根本的な帰属の誤り
他者の行動の原因を判断する際には、内的な性質などの要因を過大評価し、外的状況の要因を過小評価する傾向のあることをさす。
この誤りが起きる原因は、観察者が判断を行う上で、周囲の状況よりも行為者自身の方が、より目立つからであるという考え方がある。すなわち、行為者の置かれている状況や行動に至った背景の事情はあまり目立たず、観察者に知られていないことも多いので、観察者は行為者の行為にだけ注意を集中し、それがその人本来の性質であると考えやすいとされる。
スポットライト効果
人々は、実際にはそれほどでもないのだが、自分の姿や行動は、他の人に対して目立っていると思い込んでいる。これをスポットライト効果という。
行為者と観察者の差異
同一の行動であっても、他者の行動は、内的要因により起きていると考え、自分の行動は外的要因により起きていると考える傾向がある。この差異が起きる原因について、広く認められている説明は、基本的な帰属の誤りで述べたのと同じような知覚-認識上の要因に基づくというものである。
相似のバイアス
相似のバイアスとは、人の行動は行為者の性格と一致していると結論する傾向のことである。行動の要因が内的であると推論するだけでなく、その内的要因は行為者の永続的な性格特性と合致すると結論するのである。
特性帰属
帰属判断における誤りは、個人に対する判断だけでなく、個人が属する集団全体に対する判断にも及ぶ。行動の原因は内的特性であり、行為者が属する集団の特質であるとする推論を行う傾向があり、それは集団のメンバー全員が同一の性格や性質を持っているという憶測を導く。例えば、判断者の好きな内集団のメンバーの行動は、その人の好ましい性格により行われたと考え、嫌いな外集団の行動は、好ましくない性格により行われたと考える傾向がある。これは、究極の帰属の誤りと呼ばれている。
利己的な帰属
利己的な帰属とは、自分の成功は、自分の好ましい内的な特性が原因であると考え、自分の失敗は、外的な状況が原因であると考えることである。人々は、自尊心を守るためや、傷つきやすい感情を守るために、「悪い人には悪いことが起き、良い人には良いことが起きる」という考えと調和する帰属を行う傾向がある。この帰属は「世界が公正であるとする仮説」と関係があるとされる。防衛的帰属は、この利己的な帰属の一種である。防衛的帰属は、感情が傷ついたり倫理に抵触したりすることを避ける目的で行われた行動や結果に対する説明である。良いことは自分に起きて、悪いことは他人に起きると考える傾向があるが、こうした現実的でない楽観主義は、防衛的帰属の一つの形である。
この利己的なバイアスが広く起きていることに対して、いろいろな説明が行われている。一つの説明は、自尊心を維持するための一般的な動機による希望であるとするものである。もう一つの説明は、社会的な関係における自分自身の開示に関するものであり、他人が自分に対して持っている認識を維持するために、利己的な帰属を行うとするものである。三つ目の説明は、認識上の見方に関するものであり、自分が他の状況で良い結果を得たときの情報を記憶しているので、それで良い結果が起きることを期待し、悪い結果が起きることを期待しないとするものである。
赦し帰属
個人の無礼やミスを個人そのものが起こした行為としてで無く、その個人が属する集団の無礼が起因しているとする。

## 帰属と文化
異なる文化では、異なる帰属が行われる傾向がある。集団主義の文化では、状況帰属が行われる傾向があり、個人主義の文化では、特性帰属が行われる傾向がある。いくらかの重なりはあるが、帰属の発見について、文化は大きな影響力を持っている。

## 原因が何であるか分からないこと
しばしば、人はなぜその出来事が起きたのか分からないことがある。それは、出来事を予測しコントロールする能力に対する脅威となり得る。